# Ново-Шангское
Ново-Шангское — деревня в Шарьинском районе Костромской области Российской Федерации. Входит в состав Шангского сельского поселения.

## История
В начале XIX века в деревне Шангское городище летом случился пожар и полдеревни выгорело. Погорельцам строиться на прежнем месте по каким-то причинам не разрешили, и они все ушли из деревни на поле, начали дома ставить там. Так образовалась новая деревня — Ново-Шангское. Шангское Городище заметно убавилось и постепенно превратилось в Старо-Шангское.

## Население
| 2008 | 2010 | 2014 |
| ---- | ---- | ---- |
| 1    | ↘0   | ↗6   |